# Burn (energético)
Burn é uma marca de energético distribuído pela The Coca-Cola Company.
Lançado pela primeira vez na Austrália durante as Olimpíadas de 2000, Burn chegou ao Brasil em 2001. É um energy drink com efeito estimulante que aumenta o estado de alerta para a mente e para o corpo. Seu grande diferencial está na combinação de ingredientes como a taurina e o guaraná, além da cafeína. Muito provavelmente para rivalizar com o mountain dew da Pepsi Company 

## Ingredientes
- Água gaseificada
- Açúcar
- Ginseng
- Guaraná
- Maltodextrina
- Antioxidantes
- Arginina
- Vitaminas B3 e B1
- Glucuronolactona 250mg
- Taurina 150mg
- Cafeína 37mg
- Inositol 30mg